# 貝尼沃倫斯 (喬治亞州)
貝尼沃尼斯（英語：Benevolence）是位於美國喬治亞州蘭道夫縣的一個非建制地區。該地的面積和人口皆未知。

## 地理
貝尼沃尼斯的座標為31°52′55″N 84°44′05″W / 31.88194°N 84.73472°W，而該地的平均海拔高度為157米（即515英尺）。